# Çamlıköy, Ladik
Çamlıköy là một xã thuộc huyện Ladik, tỉnh Samsun, Thổ Nhĩ Kỳ. Dân số thời điểm năm 2010 là 103 người.